# شهرداری تغ
شهرداری تغ (به ارمنی: Տեղ Համայնք) یک شهرداری در استان سیونیک ارمنستان است. مرکز آن تغ است.

## فهرست شهرک‌ها
| نام       | منطقه              | جمعیت (سرشماری سال ۲۰۱۱) |
| --------- | ------------------ | ------------------------ |
| تغ        | دهکده و مرکز اداری | ۲۴۴۳                     |
| آراووس    | روستا              | ۱۷۱                      |
| کاراشن    | روستا              | ۵۵۰                      |
| خناتساخ   | روستا              | ۹۹۸                      |
| خوزناوار  | روستا              | ۳۹۶                      |
| کورنیدزور | روستا              | ۱۱۰۰                     |
| واغاتور   | روستا              | ۳۳۶                      |